# Gymnastik vid olympiska sommarspelen 1920
Gymnastiken vid de olympiska sommarspelen 1920 i Antwerpen bestod av 4 grenar i artistisk gymnastik i Beerschot Stadium.

## Medaljörer
| Gren                         | Guld | Silver | Brons |
| Mångkamp, ind. detaljer      | Giorgio Zampori Italien | Marco Torrès Frankrike | Jean Gounot Frankrike |
| Mångkamp, lag detaljer       | Italien Arnaldo Andreoli Ettore Bellotto Pietro Bianchi Fernando Bonatti Luigi Cambiaso Luigi Contessi Carlo Costigliolo Luigi Costigliolo Giuseppe Domenichelli Roberto Ferrari Carlo Fregosi Romualdo Ghiglione Ambrogio Levati Francesco Loi Vittorio Lucchetti Luigi Maiocco Ferdinando Mandrini Lorenzo Mangiante Antonio Marovelli Michele Mastromarino Giuseppe Paris Manlio Pastorini Ezio Roselli Paolo Salvi Giovanni Tubino Giorgio Zampori Angelo Zorzi | Belgien Eugenius Auwerkerken Théophile Bauer François Claessens Augustus Cootmans Frans Gibens Albert Haepers Domien Jacob Félicien Kempeneers Jules Labéeu Hubert Lafortune Auguste Landrieu Charles Lannie Constant Loriot Nicolaas Moerloos Ferdinand Minnaert Louis Stoop Jean Van Guysse Alphonse Van Mele François Verboven Jean Verboven Julien Verdonck Joseph Verstraeten Georges Vivex Julianus Wagemans                              | Frankrike Georges Berger Émile Bouchès René Boulanger Alfred Buyenne Eugène Cordonnier Léon Delsarte Lucien Démanet Paul Durin Georges Duvant Fernand Fauconnier Arthur Hermann Albert Hersoy André Higelin Auguste Hoël Louis Kempe Georges Lagouge Paulin Lemaire Ernest Lespinasse Émile Martel Jules Pirard Eugène Pollet Georges Thurnherr Marco Torrès François Walker Julien Wartelle Paul Wartelle |
| Lag, fritt system detaljer   | Danmark Georg Albertsen Rudolf Andersen Viggo Dibbern Aage Frandsen Hugo Helsten Harry Holm Herold Jansson Robert Johnsen Christian Juhl Vilhelm Lange Svend Madsen Peder Marcussen Peder Møller Niels Turin Nielsen Steen Olsen Christian Pedersen Hans Rønne Harry Sørensen Christian Thomas Knud Vermehren | Norge Alf Aanning Karl Aas Jørgen Andersen Gustav Bayer Jørgen Bjørnstad Asbjørn Bodahl Eilert Bøhm Trygve Bøyesen Ingolf Davidsen Håkon Endreson Jacob Erstad Harald Færstad Hermann Helgesen Petter Hol Otto Johannessen John Anker Johansen Torbjørn Kristoffersen Henrik Nielsen Jacob Opdahl Arthur Rydstrøm Frithjof Sælen Bjørn Skjærpe Wilhelm Steffensen Olav Sundal Reidar Tønsberg Lauritz Wigand-Larsen                             | Ingen utsedd |
| Lag, svenskt system detaljer | Sverige Fausto Acke Albert Andersson Arvid Andersson Helge Bäckander Folke Bengtsson Fabian Biörck Erik Charpentier Sture Ericsson Konrad Granström Helge Gustafsson Åke Häger Ture Hedman Sven Johnson Sven-Olof Jonsson Karl Lindahl Edmund Lindmark Bengt Mohrberg Frans Persson Klas Särner Curt Sjöberg Gunnar Söderlindh John Sörensson Erik Svensén Gösta Törner                                                                                             | Danmark Johannes Birk Frede Hansen Frederik Hansen Kristian Hansen Hans Jakobsen Aage Jørgensen Alfred Frøkjær Jørgensen Alfred Ollerup Jørgensen Arne Jørgensen Knud Kirkeløkke Jens Lambæk Kristian Larsen Kristian Madsen Niels Erik Nielsen Niels Kristian Nielsen Dynes Pedersen Hans Pedersen Johannes Pedersen Peter Dorf Pedersen Rasmus Rasmussen Hans Christian Sørensen Hans Laurids Sørensen Søren Sørensen Georg Vest Aage Walther | Belgien Paul Arets Léon Bronckaert Léopold Clabots Jean-Baptiste Claessens Léon Darrien Lucien Dehoux Ernest Deleu Émile Duboisson Ernest Dureuil Joseph Fiems Marcel Hansen Louis Henin Omer Hoffman Félix Logiest Charles Maerschalck René Paenhuijsen Arnold Pierrot René Pinchart Gaspard Pirotte Augustien Pluys Léopold Son Édouard Taeymans Pierre Thiriar Henri Verhavert                          |

## Medaljtabell
| Pl.    | Nation    | Guld | Silver | Brons | Totalt |
| ------ | --------- | ---- | ------ | ----- | ------ |
| 1      | Italien   | 2    | 0      | 0     | 2      |
| 2      | Danmark   | 1    | 1      | 0     | 2      |
| 3      | Sverige   | 1    | 0      | 0     | 1      |
| 4      | Frankrike | 0    | 1      | 2     | 3      |
| 5      | Belgien   | 0    | 1      | 1     | 2      |
| 6      | Norge     | 0    | 1      | 0     | 1      |
|        |           |      |        |       |        |
| Totalt | Totalt    | 4    | 4      | 3     | 11     |

## Deltagande nationer
Totalt deltog 250(*) gymnaster:
- Belgien (48)
- Tjeckoslovakien (16)
- Danmark (45)(*)
- Egypten (2)
- Frankrike (29)
- Storbritannien (27)
- Italien (27)
- Monaco (2)
- Norge (26)
- Sverige (24)
- USA (4)

(*) Notera: Båda summorna ges utan de fyra danska gymnaster, som står exkluderat listade i IOC:s medaljdatabas.